# Diadegma armillata
Diadegma armillata is een vliesvleugelig insect uit de familie van de gewone sluipwespen (Ichneumonidae). De wetenschappelijke naam van de soort is voor het eerst geldig gepubliceerd in 1829 door Johann Ludwig Christian Gravenhorst.
Diadegma armillata is een parasitoïde wesp van de larven van verschillende soorten stippelmotten uit het geslacht Yponomeuta, waaronder Yponomeuta padella (de meidoornstippelmot), Yponomeuta evonymella (de vogelkersstippelmot), Yponomeuta cagnagella (de kardinaalsmutsstippelmot) en Yponomeuta vigintipunctata, soorten die in West-Europa voorkomen.